# 反核運動

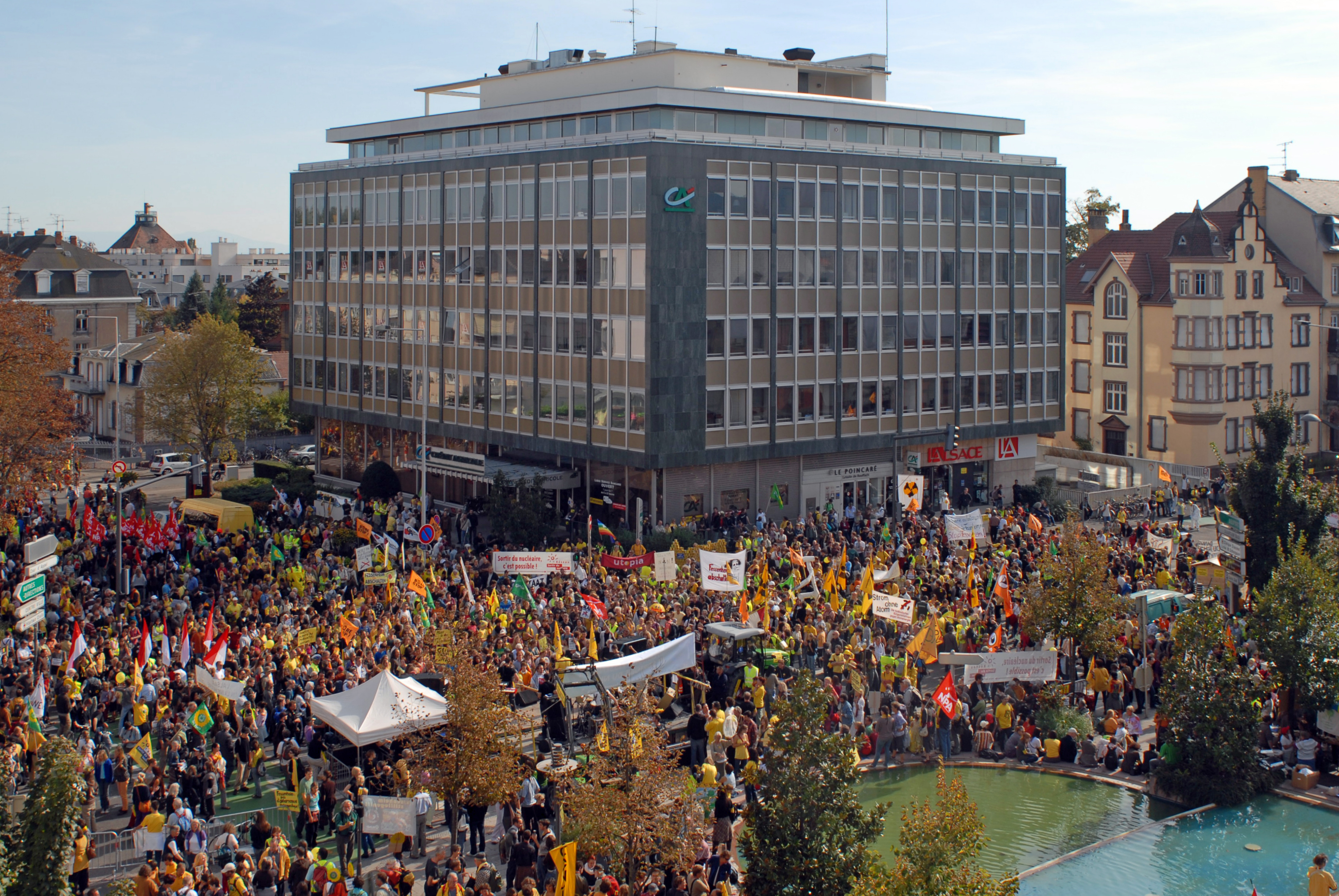
2009年10月3日在法国东北部的 科尔马举行的反核示威

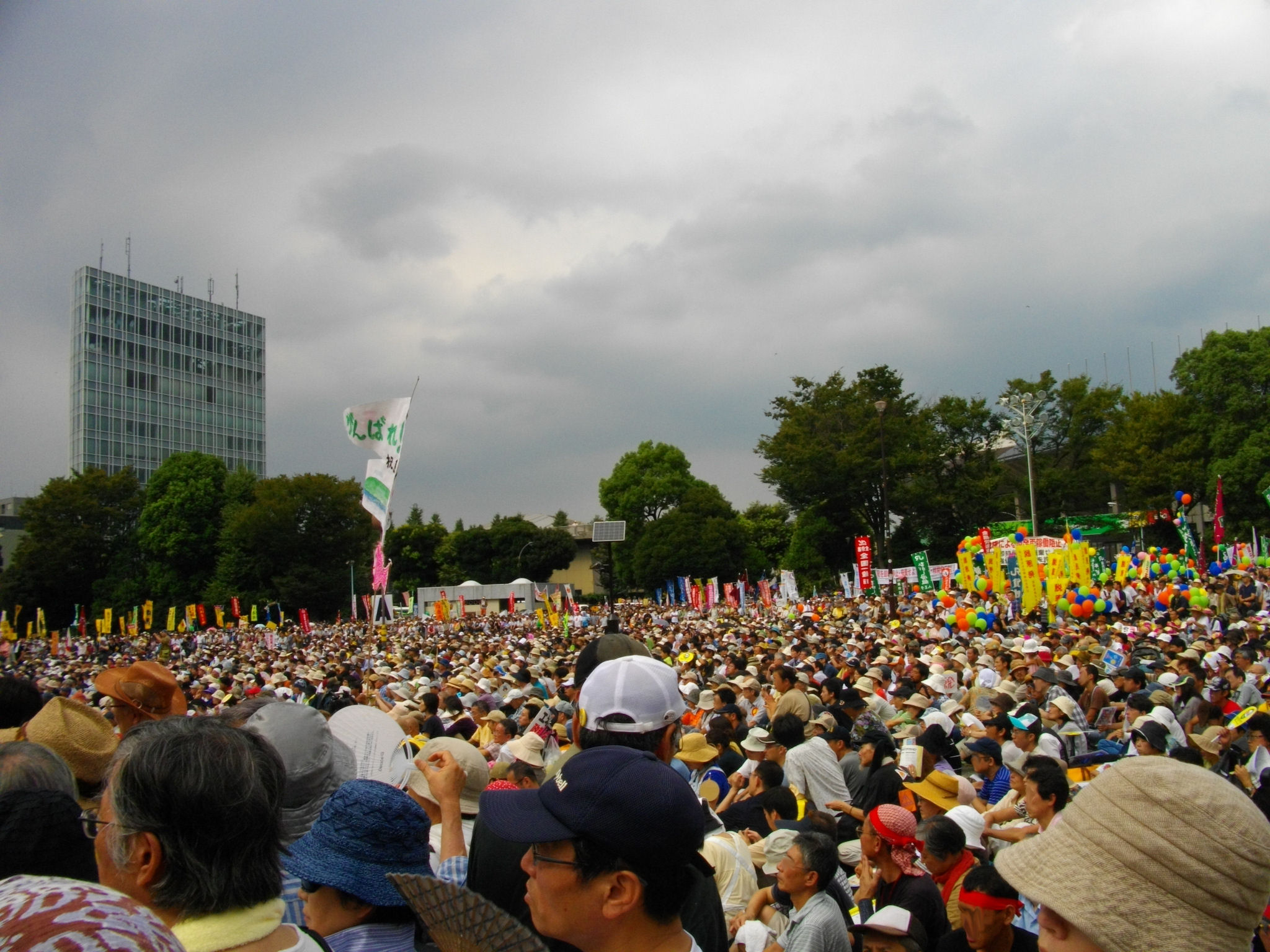
2011年9月19日在东京的明治神宮举行的反核示威

反核运动是一个反对核能应用的社会运动。在各區域與國際上，都有直接行動團體、環保團體或专业人士组织參與反核運動。较大的此种组织有国际防止核战争医生组织、核裁军运动、地球之友、绿色和平等。

## 概要
迄今为止，世界上发生了很多次的反核抗议和示威
- 1977年7月在西班牙毕尔巴鄂发生的反核能示威，吸引了多达200,000人参与。
- 1979年发生的三哩岛核泄漏事故之后，在纽约引起了一场200,000人参与的反核示威。
- 1981年，德国有史以来最大的反核游行为抗议汉堡以西的布罗克多夫核电站而发生。在这场运动中，100,000示威者与10,000名警察发生冲突。
- 1982年6月12日，一百万人在纽约街头游行反对核武器，这是迄今为止最大规模的反核示威活动。
- 1983年600,000抗议者在西柏林反对核武器。
- 1986年切尔诺贝利核事故之后，同年5月，大约150,000到200,000名示威者在罗马抗议反对意大利開發核能。此後，核能議題在大多数国家都没有被提上议事日程，反核运动似乎取得了胜利，因此部分反核组织已经解散。但是，在21世纪初，由于核能工业的公共关系，[3][4][5][6]核反应堆设计的改进和对气候变化的担心，核电重新回到了一些国家能源政策的讨论中。
- 2011年，日本福岛第一核电厂事故又使核电站的复兴减缓，并且使全世界对核能的热情下降，使各国政府不得不进入观望。[7]因此，在2011年6月，澳大利亚，奥地利，丹麦，希腊，冰岛，意大利，列支敦士登，卢森堡，马耳他，葡萄牙，以色列，马来西亚，新西兰和挪威等国仍然拒绝核能的使用。[8][9]同时，德国和瑞士决定逐渐放弃核能发电。[9][10]
- 2016年8月，在中国连云港境内爆发市民反核游行事件。反对在当地启动的由中核集团和法国阿海珐合资的核废料处理项目，迫使当地政府公开发文暂停该项目选址工作。

## 历史

### 运动的历史原因

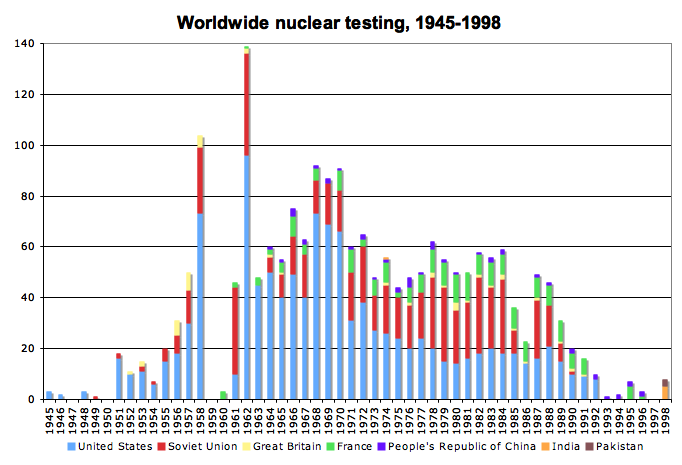
1945-1998年全世界核试验数量变化表

核能的应用，既可以当做战争工具又可以当做能量来源，这种能源已经走向了全球化。
科学家与外交家在1945年在廣島投下原子弹之前就已经辩论过核武器的应用。公众自1954年核试验之后就开始关注这一问题。在这之后在太平洋上进行了无数次的核试验。在1961年，在冷战刚刚开始时，大约50,000名女性为和平的抗争而在美国的60个城市游行来反对核武器。在1963年,很多国家批准了《部分禁止核试验条约》，禁止了大气核试验。
一些当地反对核能的声音从20世纪60年代早期就开始出现， 在20世纪60年代后期，一些科学团体的成员开始表达他们对核试验而担忧。在20世纪70年代前期，在德国的Wyhl出现了对在建核电站的强烈抗议，使该计划不得不被在1975年取消。这一反核运动的胜利激励了欧洲其他地方与北美的抗议声潮。核能在20世纪70年代成为了主要的抗议对象。

### 对核能的担心
核能可能遭到濫用，如果落入恐怖份子手裡，後果不堪設想。

#### 对核武器的担心

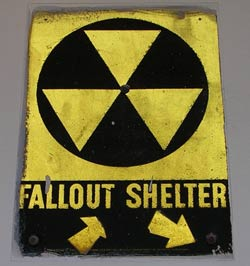
一个旧的纽约市内原子尘避难所的路标

无意或故意的核打击引起的核战争是一个人们主要关注的问题。而且，很多地区都遭受到核武器试验，开采铀矿和核废料问题的影响。
世界上遗留的核武器是和平主义者存在如此之长时间的原因之一。但是主流的政治家，退休的军队长官或是学术顾问都开始同意和平主义者们的想法。在2007年1月在华尔街日报上发表了一篇由 亨利·季辛吉, Bill Perry, George Shultz 和 Sam Nunn共同发表的文章。这些人在冷战时期作为老兵相信核威慑的作用。但他们现在到了新的职位，并认为核武器并不能使世界变得更加和平，反而是一个巨大的威胁：

在没有美国、苏联保护之下的一些拥有核武器的弱小国家，发生事故，误判或未经允许而发射核武器的行为的可能性，他们声称会在将来变得越来越大。一些流氓国家，如朝鲜（将来可能还有伊朗），当他们拥有核武器时就会比现在对恐怖分子偷窃，购买或建造核设施的恐惧更大。只有商议来减少世界上的核武器才能使越来越可怕的趋势被逆转。

一些科学家估计两个国家之间如果爆发一场相当于100个第一颗原子弹当量的核战争，死亡人数就会以数千万计。很多放射性尘埃也会被扬到大气中遮蔽阳光，导致食物链的断裂。

#### 对核能的顾虑

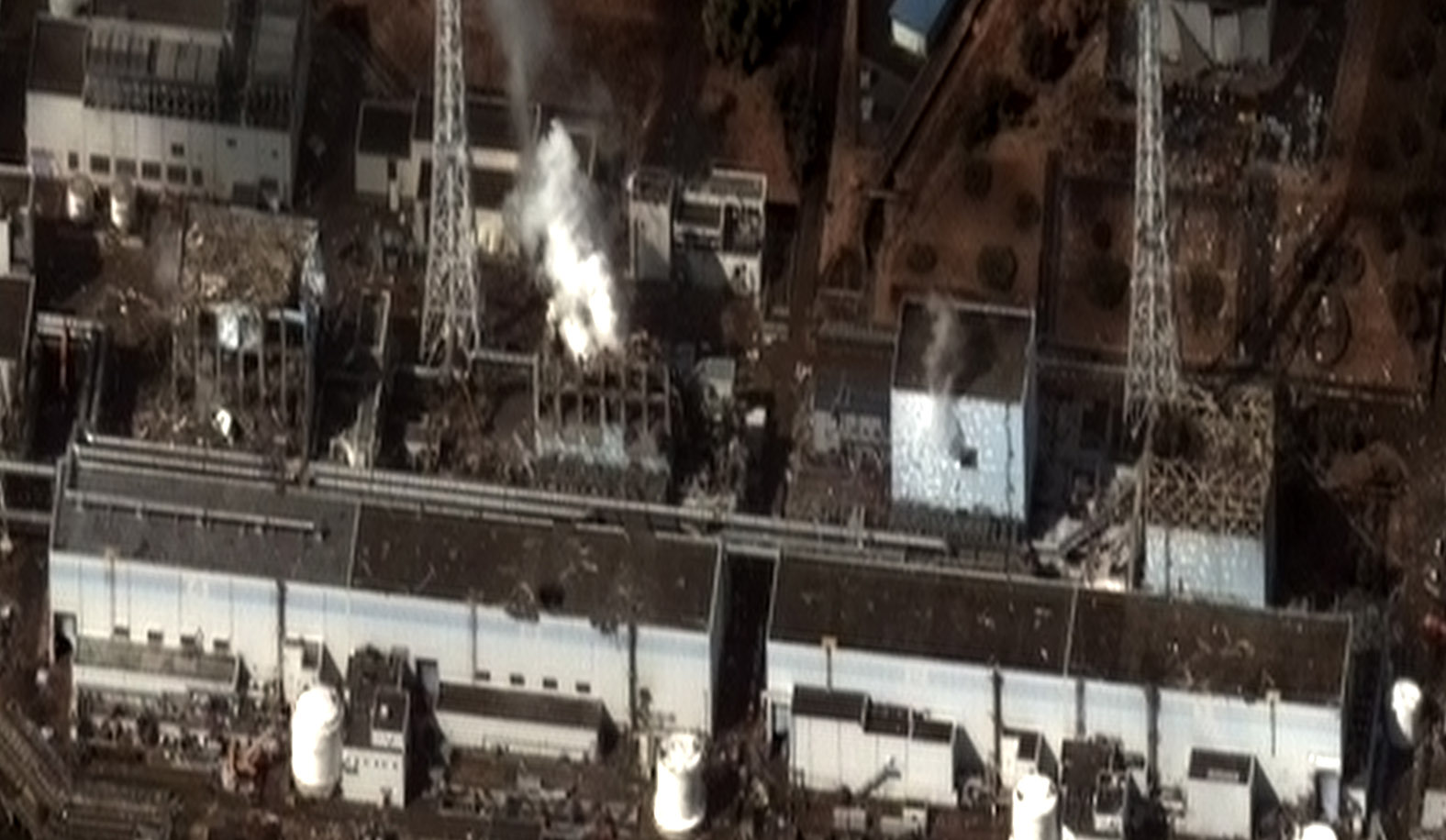
福岛一号核电站的三个反应堆过热，导致反应堆融毁，最终导致核泄漏，将大量放射性材料扬到空中

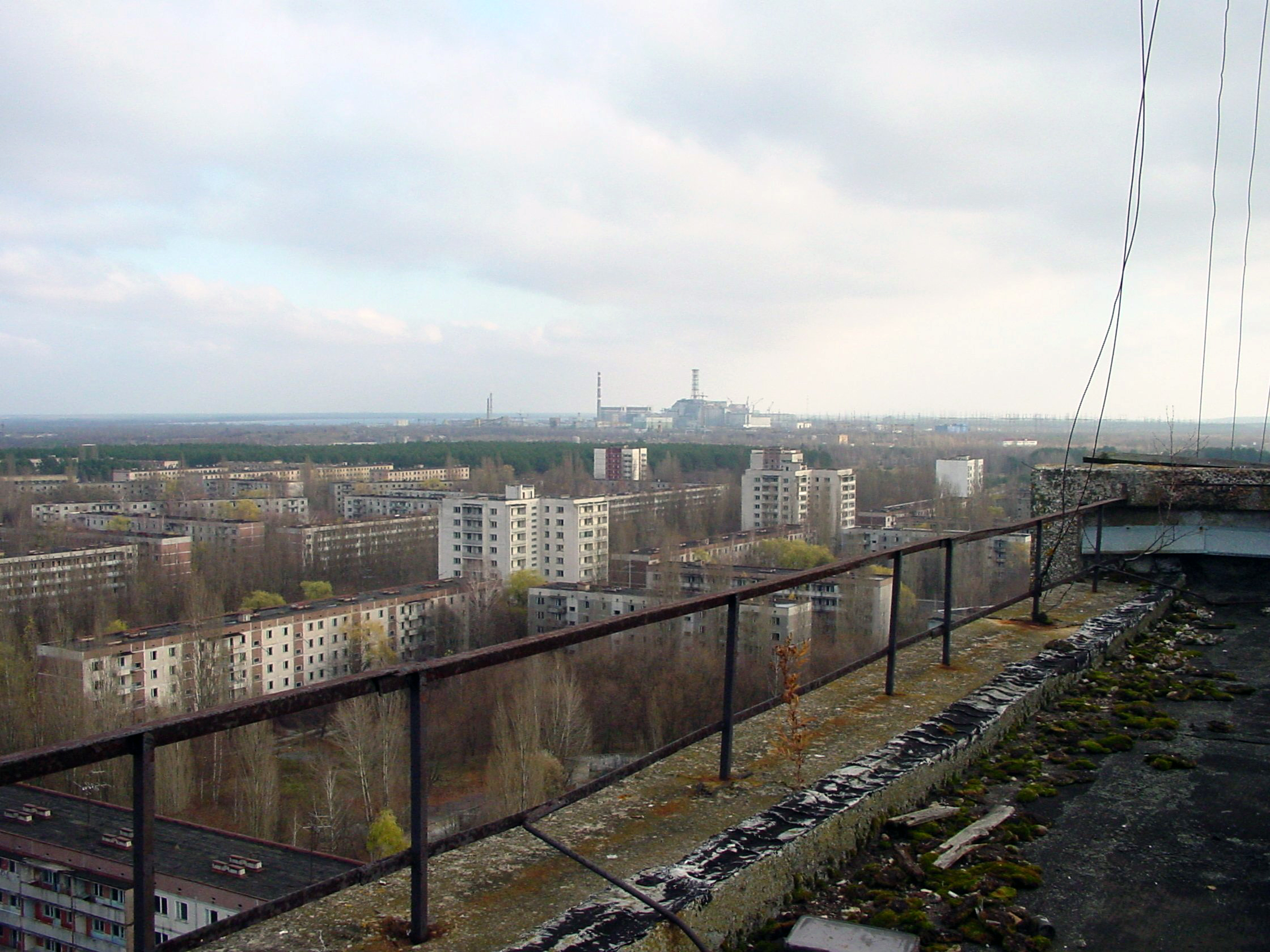
在1986年切尔诺贝利核事故后，乌克兰的普里皮亚季已变为一座弃城。切尔诺贝利核电站已被埋入地下

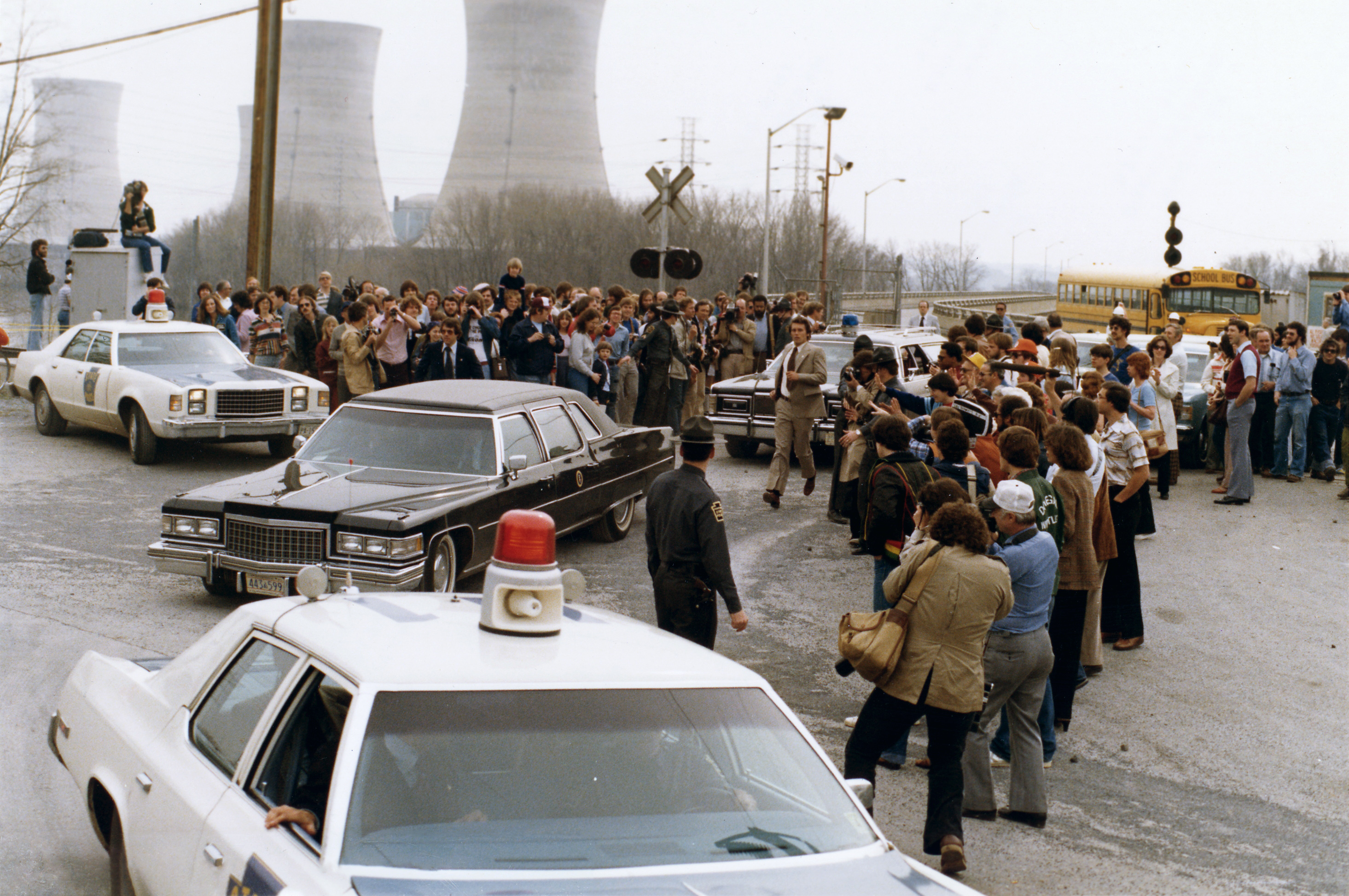
美国的吉米·卡特总统于1979年4月1日离开三里岛到賓州米德爾敦

公众“将核能看做一个很危险的技术”，在福岛核危机发生后，全世界对核能的应用都在下降。 反核批评者将核能看做一个危险的，昂贵的，浪费水资源的发电方法。 核能的反对者大多有如下顾虑： 
- 核事故：担心核电站的核心过热融毁，释放核辐射。
- 核废料处理：担心核电站产生大量的放射性废料，有些在很长时间后仍然有害。
- 核扩散：担心核电站所使用的核燃料被用于制造核武器。
- 新建核电站的高昂代价：担心核电站的经济问题。
- 核恐怖：担心核设施可能被恐怖分子或犯罪分子所袭击。
- 对公民安全的顾虑：担心核事故，核扩散或核恐怖可能对公民安全与权利带来威胁。

在这些顾虑之中，核事故和核废料处理可能在全世界最被公众所关注。 反核运动者将2011年的福岛核事故作为核电站不可能百分之百安全的证明。
在Jim Falk的书 Global Fission: The Battle Over Nuclear Power中探寻了技术顾虑与政治顾虑的联系。Falk认为公民群体或个体的顾虑主要限于对“技术所带来的人身伤害”的担心，开始时是一个单独的话题，例如核废料。但随着时间的推移，话题被拓展了。Falk认为一个对这一问题更丰富且更复杂的理解应指向“对核工业所带来的政治问题的顾虑”。
Falk认为所有对人身安全的顾虑归根到底都是：“这是一种我们非常不信任的技术。” Falk认为这种不信任在所有的与核有关的事物中都存在：

人们不仅仅是不信任这种技术，更不信任那些断言核能是安全的政府。在这种意义下人们不信任整个核产业——不仅仅是技术，还有公共的或私人的机构，还有政党，还有支持核能发展的那些有名望的科学家。

在2010年，社会科学教授 Baruch Fischhoff说很多人都不相信核能。他说：“尽管还没有什么使丧失公众信心的事件，但也没有得到公众信心的事件。” 
M.V. Ramana认为“对管理核能的社会机构的不信任在公众中间广泛存在”。2001年的一次由欧洲委员会组织的调查得出，“只有10.1%的欧洲人信任核产业。”这种公众的不信任不时被核能公司破坏安全的行为所加强，或者被核能管理机构的无效和腐败而加强。一旦丧失信心，就很难重建了。
核能产业“用尽一切手段来劝说公众接受核能”，包括印刷无数的“真相传单”来解决公众不信任的问题。M.V. Ramana说这些策略中没有成功的。
核能的支持者试图通过提供更新，更安全的反应堆设计方案来重获公众支持，这些设计中包括被动安全装置和小型模块化核反应堆。虽然这些设计“可能获得支持，但它们使公众产生了以前的老反应堆因缺少这些设施而不安全的想法。” 
从2000年以来，核能产业就创建了一个国际媒体游说支持核能以减少温室效应与气候变化。他们声称核能产业释放很少或微乎其微的二氧化碳。而反对者说只有反应堆不需要释放二氧化碳。其他的核产业环节——采矿，磨粉，运输，精炼，富集，反应堆建造，废物处理都需要用化石燃料，释放二氧化碳。
在2011年，一个法国法庭罚款法国电力公司（EDF）1,500万欧元，关押了监视绿色和平组织的两个高级员工。因为他们侵入绿色和平组织的计算机系统。绿色和平组织获得赔偿50万欧元。尽管法国电力公司声称仅仅是雇佣了一只队伍监控绿色和平组织，而非侵入，但被法庭否决，判决法国电力公司的核能安全项目的负责人与副负责人各监禁3年，两个监视队的成员分别判3年与2年监禁。

### 其他的可再生能源

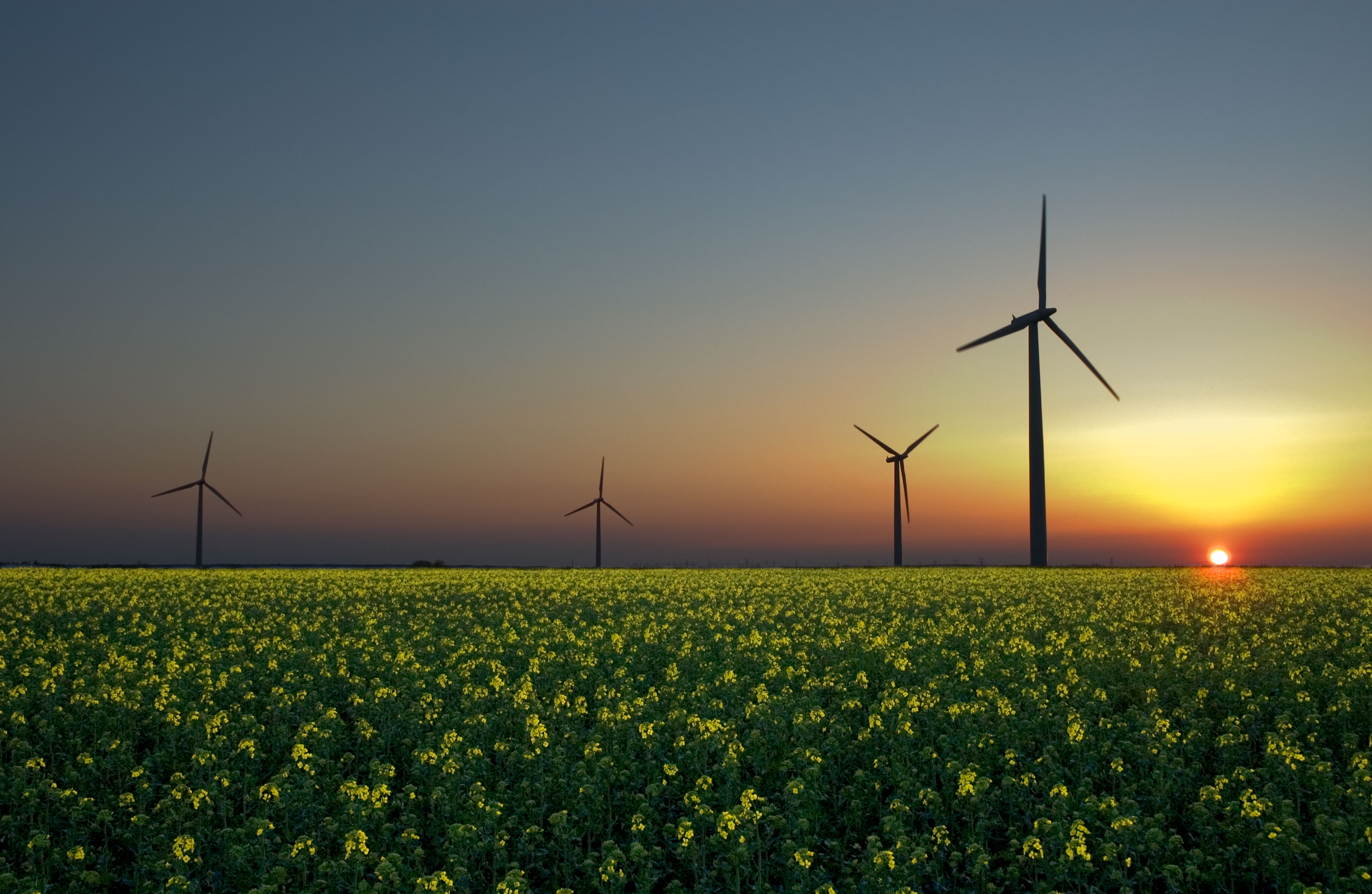
三种可再生能源：太阳能，风能，生物质能

反核团队一般宣称对核能的依赖可以通过节约能源和高效利用能源来达到。高效利用能源可以减少能源的消耗同时提供相同级别的能量供应。
反核团队也偏爱使用可再生能源，例如风能，太阳能，地热能和生物质能。根据国际能源代理处，可再生能源技术是能源供应的主要部分之一，并且提供了减少温室气体排放的可能。化石燃料正在被清洁的，不会引起气候变化的，可持续的能源代替：

……从煤，石油，天然气到风能，太阳能和地热能的转变已然开始。煤，石油，天然气导致了碳排放，现在开始阻碍我们的社会发展。新的能源来自风力，太阳和地球内部的热量。

风能以每年30%的速度增长，在2010年全球装机容量已到达1,980亿瓦。 并且广泛应用于欧洲，中国和美国。在2010年底，光伏发电装机容量超过了400亿瓦。光伏发电在德国与西班牙应用非常广泛。 太阳热能电站发电站在美国与西班牙都存在，最大的是3.54亿瓦的在Mojave Desert的发电站。世界上最大的地热能发电站坐落在加利福尼亚的the Geysers，估计装机容量为7.5亿瓦。巴西拥有世界上最大的可再生能源项目，从甘蔗中提取乙醇，现在乙醇提供了全国18%的汽车燃料。乙醇汽油也在美国得到了广泛使用。
绿色和平组织倡导到2050年减少50%的化石燃料使用同时不使用核能，倡导提高能源利用率的发明，希望到2050年大部分电力由可再生能源提供，来减少一半的二氧化碳排放，尽量减少巨大的，不可逆转的气候变化的影响。

## 反核组织

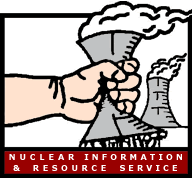
核信息与资源服务的标志

- 直接对抗的群体有Clamshell Alliance、Shad Alliance
- 环保組織，有地球之友、绿色和平
- 消费者保护团体，有Ralph Nader的Critical Mass
- 专业团体[1]例如Union of Concerned Scientists和国际防止核战争医生组织
- 政党 ，例如 欧洲自由联盟、綠黨、民主進步黨

反核团体用公开抗议，游说的方法来反对核能应用。他们也通过参与到辩论中来影响政策调整。
反核能组织在每个有核项目的国家都存在。地区性的抗议运动先在美国掀起，后来又在20世纪70年代后期发展到欧洲。在三里岛核事故和切尔诺贝利核事故后，反核运动使政治和经济上的力量都统一起来，使得核能在接下来的几年内在很多国家无立足之地。
一些反核组织被报道在核能和能源领域拥有很大的公司。在1992年，核能管理机构的主席说“由于反核组织的请求和抗议，他的部门在安全问题上被广泛指责。”

### 引用
1. 1 2  Fox Butterfield. Professional Groups Flocking to Antinuclear Drive （页面存档备份，存于）, The New York Times, March 27, 1982.
2. ↑  William A. Gamson and Andre Modigliani. Media Coverage and Public Opinion on Nuclear Power Archive.today的存檔，存档日期2012-03-24, American Journal of Sociology, Vol. 95, No. 1, July 1989, p. 7.
3. ↑  Diane Farseta. . Bulletin of the Atomic Scientists: 38–56. September 1, 2008, vol. 64 no. 4.
4. ↑  Jonathan Leake. The Nuclear Charm Offensive （页面存档备份，存于） New Statesman, 23 May 2005.
5. ↑  Union of Concerned Scientists. Nuclear Industry Spent Hundreds of Millions of Dollars Over the Last Decade to Sell Public, Congress on New Reactors, New Investigation Finds （页面存档备份，存于） News Center, February 1, 2010.
6. ↑  Nuclear group spent $460,000 lobbying in 4Q （页面存档备份，存于） Business Week, March 19, 2010.
7. ↑  . Washington Post. March 16, 2011  [2012-02-11]. （原始内容存档于2012-01-18）.
8. ↑  . The Economist. March 24, 2011  [2012-02-11]. （原始内容存档于2018-08-19）.
9. 1 2  Duroyan Fertl. . Green Left. June 5, 2011  [2012-02-11]. （原始内容存档于2016-03-13）.
10. ↑  James Kanter. . New York Times. May 25, 2011  [2012-02-11]. （原始内容存档于2012-05-03）.
11. ↑  Union-Tribune Editorial Board. . Union-Tribune. March 27, 2011  [2012-02-11]. （原始内容存档于2011-11-19）.
12. ↑  Robert Benford. The Anti-nuclear Movement (book review) American Journal of Sociology, Vol. 89, No. 6, (May 1984), pp. 1456-1458.
13. ↑  James J. MacKenzie. Review of The Nuclear Power Controversy by Arthur W. Murphy The Quarterly Review of Biology, Vol. 52, No. 4 (Dec., 1977), pp. 467-468.
14. ↑  Walker, J. Samuel (2004). Three Mile Island: A Nuclear Crisis in Historical Perspective （页面存档备份，存于） (Berkeley: University of California Press), pp. 10-11.
15. ↑  Jim Falk (1982). Global Fission: The Battle Over Nuclear Power, Oxford University Press.
16. ↑  Jerry Brown and Rinaldo Brutoco (1997). Profiles in Power: The Anti-nuclear Movement and the Dawn of the Solar Age, Twayne Publishers, pp. 191-192.
17. ↑  Woo, Elaine. . Los Angeles Times. January 30, 2011  [2012-02-11]. （原始内容存档于2013-12-29）.
18. ↑  Hevesi, Dennis. . The New York Times. January 23, 2011  [2012-02-11]. （原始内容存档于2015-04-02）.
19. ↑  Wolfgang Rudig (1990). Anti-nuclear Movements: A World Survey of Opposition to Nuclear Energy, Longman, p. 54-55.
20. ↑  Paula Garb. Review of Critical Masses （页面存档备份，存于）, Journal of Political Ecology, Vol 6, 1999.
21. ↑  Wolfgang Rudig (1990). Anti-nuclear Movements: A World Survey of Opposition to Nuclear Energy, Longman, p. 52.
22. ↑  Jim Falk (1982). Global Fission: The Battle Over Nuclear Power, Oxford University Press, pp. 95-96.
23. 1 2  Frida Berrigan. The New Anti-Nuclear Movement （页面存档备份，存于） Foreign Policy in Focus, April 16, 2010.
24. 1 2  . The Economist. June 16, 2011  [2012-02-11]. （原始内容存档于2018-04-27）.
25. ↑  Philip Yam. Nuclear Exchange, Scientific American, June 2010, p. 24.
26. ↑  Alan Robock and Owen Brian Toon. Local Nuclear War, Global Suffering, Scientific American, January 2010, p. 74-81.
27. ↑  Martin Fackler. . New York Times. June 1, 2011  [2012-02-11]. （原始内容存档于2016-02-01）.
28. ↑  M.V. Ramana. . Bulletin of the Atomic Scientists: 44. July 2011 vol. 67 no. 4  [2012-02-11]. （原始内容存档于2016-02-01）.
29. ↑  Mark Cooper. . Bulletin of the Atomic Scientists: 9. July 2011 vol. 67 no. 4  [2012-02-11]. （原始内容存档于2016-01-20）.
30. ↑  Helen Caldicott (2006).  Nuclear Power is Not the Answer to Global Warming or Anything Else, Melbourne University Press, ISBN 0-522-85251-3, p. xvii
31. 1 2  Brian Martin. Opposing nuclear power: past and present （页面存档备份，存于）, Social Alternatives, Vol. 26, No. 2, Second Quarter 2007, pp. 43-47.
32. ↑  Bibi van der Zee. . The Guardian. 22 March 2011  [2012-02-11]. （原始内容存档于2012-01-01）.
33. 1 2 3  Jim Falk (1982). Global Fission: The Battle Over Nuclear Power, Oxford University Press, pp. 327-329.
34. ↑  Matthew L. Wald. Edging Back to Nuclear Power （页面存档备份，存于） New York Times, April 21, 2010.
35. ↑  M. V. Ramana. . Bulletin of the Atomic Scientists: 47–48. July 2011 vol. 67 no. 4  [2012-02-11]. （原始内容存档于2016-02-01）.
36. ↑  M.V. Ramana. . Bulletin of the Atomic Scientists: 46. July 2011 vol. 67 no. 4  [2012-02-11]. （原始内容存档于2016-02-01）.
37. ↑  M. V. Ramana. . Bulletin of the Atomic Scientists: 48. July 2011 vol. 67 no. 4  [2012-02-11]. （原始内容存档于2016-02-01）.
38. 1 2  Mark Diesendorf. Is nuclear energy a possible solution to global warming? （页面存档备份，存于）
39. ↑  Kurt Kleiner. Nuclear energy: assessing the emissions （页面存档备份，存于） Nature Reports, Vol. 2, October 2008, pp. 130-131.
40. ↑  Mark Diesendorf (2007). Greenhouse Solutions with Sustainable Energy, University of New South Wales Press, p. 252.
41. ↑  Richard Black. . BBC. 10 November 2011  [11 November 2011]. （原始内容存档于2012-02-06）.
42. ↑  Hanna Gersmann. . The Guardian. 10 November 2011  [11 November 2011]. （原始内容存档于2012-02-14）.
43. ↑  Greenpeace International and European Renewable Energy Council (January 2007). Energy Revolution: A Sustainable World Energy Outlook （页面存档备份，存于）, p. 7.
44. ↑  Greenpeace International and European Renewable Energy Council (January 2007). Energy Revolution: A Sustainable World Energy Outlook （页面存档备份，存于）
45. ↑  International Energy Agency (2007). Renewables in global energy supply: An IEA facts sheet (PDF) （页面存档备份，存于） OECD, 34 pages.
46. ↑  Lester R. Brown. Plan B 4.0: Mobilizing to Save Civilization, Earth Policy Institute, 2009, p. 135.
47. ↑  Lars Kroldrup. Gains in Global Wind Capacity Reported （页面存档备份，存于） Green Inc., February 15, 2010.
48. ↑  REN21.  (PDF): 15. 2011  [2012-02-11]. （原始内容 (PDF)存档于2011-09-05）.
49. ↑  Global wind energy markets continue to boom – 2006 another record year （页面存档备份，存于） (PDF).
50. ↑  James Russell. Record Growth in Photovoltaic Capacity and Momentum Builds for Concentrating Solar Power （页面存档备份，存于） Vital Signs, June 3, 2010.
51. ↑  REN21 (2009). Renewables Global Status Report: 2009 Update （页面存档备份，存于） p. 12.
52. ↑  REN21 (2009). Renewables Global Status Report: 2009 Update （页面存档备份，存于） p. 15.
53. ↑  Denis Lenardic. Large-scale photovoltaic power plants ranking 1 - 50 （页面存档备份，存于） PVresources.com, 2010.
54. ↑  Solar Trough Power Plants （页面存档备份，存于） (PDF).
55. ↑  . Renewableenergyaccess.com.   [2011-11-21]. （原始内容存档于2007-09-26）.
56. ↑  International Energy Agency. IEA urges governments to adopt effective policies based on key design principles to accelerate the exploitation of the large potential for renewable energy （页面存档备份，存于） 29 September 2008.
57. ↑  Herbert P. Kitschelt. Political Opportunity and Political Protest: Anti-Nuclear Movements in Four Democracies （页面存档备份，存于） British Journal of Political Science, Vol. 16, No. 1, 1986, p. 67.
58. ↑  Wolfgang Rudig (1990). Anti-nuclear Movements: A World Survey of Opposition to Nuclear Energy, Longman, p. 1.
59. ↑  Lutz Mez, Mycle Schneider and Steve Thomas (Eds.) (2009). International Perspectives of Energy Policy and the Role of Nuclear Power, Multi-Science Publishing Co. Ltd, p. 279.
60. ↑  Matthew L. Wald. Nuclear Agency's Chief Praises Watchdog Groups （页面存档备份，存于）, The New York Times, June 23, 1992.